# C·格蘭特·威爾森
卡尔顿·格兰特·威尔森（英語：Carlton Grant Willson，1939年5月30日—），美国化学家。

## 生平
1962年获加州大学伯克利分校化学学士学位，1969年获加州大学圣地亚哥分校有机化学硕士学位。1962年至1964年Aerojet Gen公司技术化学师，1965-1966年任教于费尔法克斯高中在1973年获伯克利分校博士学位。

## 学术研究
1974年，他成为在长滩州立大学助理教授，1976年至1978年任教于加州大学圣地亚哥分校。从1978年到1993年，他在IBM进行研究，在那里他是阿尔马登研究中心聚合物的研究和技术负责人。自1993年以来，他是得克萨斯大学奥斯汀分校的教授。
他开发用于半导体工业的化工原料，例如液态晶体、非线性光学材料、光阻材料、光刻。20世纪80年代初他与让·弗雷谢和伊藤宏取得了一项突破性的进展，发展了一种光刻胶聚合物，这使通过光刻小于250纳米的结构来制造半导体芯片成为可能。1985年，他是IBM院士。1988年，他获得洪堡研究奖、阿瑟·杜利特尔奖和ACS卡罗瑟斯奖，2005年获化学英雄奖的英雄。1999年，他获得了美国国家科学院化学社会服务奖。2013年与弗雷谢同获日本国际奖。